# Schwarzerium quadricolle
Schwarzerium quadricolle är en skalbaggsart. Schwarzerium quadricolle ingår i släktet Schwarzerium och familjen långhorningar.

## Underarter
Arten delas in i följande underarter:
- S. q. quadricolle
- S. q. manchuricum